# Willi Boskovsky
Willi Boskovsky (Vienna, 16 giugno 1909 – Visp, 21 aprile 1991) è stato un violinista e direttore d'orchestra austriaco.
Willi Boskovsky entrò all'Accademia musicale di Vienna all'età di nove anni e tutta la sua carriera artistica si svolse nell'ambiente viennese.
Dal 1939 al 1971 fu Primo violino di spalla (Konzertmeister) dei Wiener Philharmoniker ed è conosciuto presso il grande pubblico per aver diretto per ben 25 edizioni (dal 1955 al 1979) il Concerto di Capodanno di Vienna, manifestazione che vede ogni 1º gennaio un concerto quasi interamente dedicato alle composizioni della famiglia Strauss.
Un mese dopo il suo ultimo concerto di capodanno, dopo essersi già accordato con Alfred Altenburger per dirigere anche nel 1980, il 30.1.1979, fu colpito da un ictus, che gli provocò una leggera paralisi sul lato destro. In ottobre 1979, essendo la ripresa troppo lenta, comunicò la sua decisione di rinunciare e l'orchestra si rivolse a Lorin Maazel, direttore designato della Wiener Staastoper.
Accanto all'impegno con i Wiener Philharmoniker, fu per molti anni direttore titolare dell'Orchestra Johann Strauss di Vienna, incarico che mantenne fino alla sua morte.
La particolarità del suo modo di dirigere, particolarmente apprezzata dagli appassionati della musica degli Strauss, era di non utilizzare la tradizionale bacchetta, ma dirigere alla maniera dello Stehgeiger, ossia impugnando un violino, con il quale suonava personalmente alcune parti, e utilizzando l'archetto per dirigere l'orchestra.
Questo modo di dirigere era tipico di Johann Baptist Strauß e la tradizione, dopo la sua morte, venne proseguita anche dai figli Johann e Josef. Fu un uso comune fino a François-Antoine Habeneck che abbandonò l'abitudine di suonare la parte del violino, ponendo le basi della direzione moderna.

## Discografia parziale
- Strauss, J., Valzer - Boskovsky/WPO, Decca
- Strauss, J., Valzer/Polke/Marce - Boskovsky/WPO, London
- Strauss II: Der Zigeunerbaron - Dietrich Fischer-Dieskau/Julia Varady/Willi Boskovsky/Walter Berry/Chor des Bayerischen Rundfunks/Münchner Rundfunkorchester/Hanna Schwarz, Warner
- Strauss, The Strauss Family. Valzer, Polke e Marce - Boskovsky/WPO, Decca